# Алкісті Авраміду
Алкісті Авраміду (26 лютого 1988) — грецька ватерполістка.
Чемпіонка світу з водних видів спорту 2011 року.